# Кердік (король Вессексу)
Кердік (англ Cerdic),
перший король Весексу (519—534).

## Біографія
Згідно з «Англосаксонським часописом», у 495 році в Британію, під проводом Кердіка і його сина Кінріка, на п'яти кораблях прийшли сакси, які розбили бритів під Кердикесорою й осіли на півдні острова. У 508 році він здобув перемогу над королем бритів поблизу його міста, яке відтоді стало називатися Кердікесором (сучасний Charford). У цій битві загинуло п'ять тисяч бритів. У 514 році на допомогу прибули його родичі. А у 519 році сакси здобули ще одну перемогу над бритами під та закріпились на півдні Британії. Цей рік вважається датою заснування королівства Західних саксів. Кердік та Кінрік і далі продовжували успішно воювати з бритами і 530 році захопили острів Вайт. 
Він став засновником аристократичного роду, який від 519 року правив королівством Весекс в південно - західній Англії, від 871 до 1066 — об'єднаними англійськими королівствами. Правління династії Весекс — єдиної британської королівської династії сакського походження — переривалося в епоху Данелага, потім у роки узурпації англійської корони Свеном I і його спадкоємцями (1013—1042) і остаточно припинилося в 1066 році із загибеллю Гарольда II та перемогою нормандця Вільгельма I Завойовника в битві при Гастінгсі.